# Code Geass: Fukkatsu no Lelouch
Code Geass: Fukkatsu no Lelouch (コードギアス 復活のルルーシュ Kōdo Giasu: Fukkatsu no Rurūshu?), también conocida como Code Geass: Lelouch of the Re;surrection es una película de anime producida por Sunrise. Se estrenó en Japón el 9 de febrero de 2019. Se basa en la serie de anime Code Geass, con la trama tomando lugar después del arco Zero Requiem del universo de las películas. Está dirigida por Gorō Taniguchi, escrita por Ichirō Ōkouchi con música de Kōtarō Nakagawa y Hitomi Kuroishi, quienes anteriormente contribuyeron a la serie de televisión en los mismos papeles respectivos.

## Reparto
| Personaje             | Voz                |
| --------------------- | ------------------ |
| Lelouch Lamperouge    | Jun Fukuyama       |
| C.C.                  | Yukana             |
| Suzaku Kururugi       | Takahiro Sakurai   |
| Shalio                | Ayumu Murase       |
| Shesthaal Forgner     | Nobunaga Shimazaki |
| Belq Batoum Bitool    | Wataru Takagi      |
| Shamna                | Keiko Toda         |
| Volvona Forgner       | Akio Otsuka        |
| Swaja Qujappat        | Kenjiro Tsuda      |
| Nunnally vi Britannia | Kaori Nazuka       |
| Kallen Kouzuki        | Ami Koshimizu      |
| Lloyd Asplund         | Tetsu Shiratori    |
| Sayoko Shinozaki      | Satomi Arai        |

## Recepción
La película debutó en el número cinco con un primer fin de semana bruto de ¥287 millones en Japón. Fue el número seis en su segundo fin de semana, con un total acumulado de ¥530 millones hasta entonces. La película recaudó más de ¥1000 millones en Japón.